# Ælfgifu ze Shaftesbury
Ælfgifu ze Shaftesbury († 944) byla první manželka anglického krále Edmunda I. Byla také matkou Edmundových synů a budoucích králů, Edgara a Edwyho. O jejím původu je známo jen to, že její matkou byla Wynflæd, která měla stejně jako její dcera neznámé spojení s ženským klášterem v Shaftesbury (Dorset).
Datum sňatku Ælfgifu a Edmundu není známo. Když její starší syn Edwy v roce 955 nastoupil na trůn, byl stěží dospělý, mohl se tedy narodit okolo roku 940. Zdá se, že Ælfgifu měla u dvora relativně nízké postavení, daleko nižší než její tchyně Edgiva z Kentu. Zemřela dříve než její manžel, v roce 944. Vilém z Malmesbury píše, že v posledních letech života trpěla jakousi nemocí.
Pohřbena byla v klášteře v Shaftesbury. Brzy po smrti byla Ælfgifu uctívána jako svatá.